# Teatro de guerra (película de 2018)
Teatro de guerra es una película documental argentina de 2018 escrita y dirigida por Lola Arias. El documental aborda el punto de vista de soldados argentinos y británicos afectados por lo ocurrido décadas atrás en la Guerra de Malvinas.

## Premios y nominaciones

### Participación en festivales de cine
| Festival           | Fecha de evento             | Categoría                                 | Premio  | Ref.  |
| ------------------ | --------------------------- | ----------------------------------------- | ------- | ----- |
| Festival de Berlín | 15 al 25 de febrero de 2018 | Premio del jurado ecunémico Sección Forum | Ganador | [ 2 ] |
| Festival de Berlín | 15 al 25 de febrero de 2018 | Premio Gilde                              | Ganador | [ 2 ] |